# Иванов, Вадим Геннадьевич
Вадим Геннадьевич Иванов (17 июля 1943, Нижний Тагил, РСФСР, СССР — 6 ноября 1996, Вологда, Россия) — советский футболист, защитник, полузащитник и тренер. Мастер спорта (с 1964).

## Биография
Воспитанник юношеской команды «Торпедо» Красноярск-26. На высшем уровне играл за московские «Динамо» и «Спартак», «Днепр» Днепропетровск.
Чемпион СССР 1969 («Спартак»). Обладатель Кубка СССР 1967 («Динамо»), 1971 («Спартак»).
В 1971 сыграл один матч за главную сборную СССР и два — за олимпийскую.
В январе-июне 1984 и в 1988 работал заместителем начальника отдела спортигр российского совета «Динамо».

## Тренерская карьера
- «Днепр» Днепропетровск: 1975 — март 1976, тренер.
- «Днепр» Днепропетровск: сентябрь 1977 — май 1978, главный тренер.
- «Таврия» Симферополь: июнь 1978 — июнь 1979, главный тренер.
- «Сокол» Саратов: сентябрь — декабрь 1980, главный тренер.
- «Динамо» Москва: 1981—1982, тренер.
- «Динамо» Москва: январь — май 1983, директор СДЮШОР.
- «Динамо» Москва: май — июнь 1983, тренер.
- «Динамо» Москва: июль — октябрь 1983, главный тренер.
- «Динамо» Кашира: июль — декабрь 1984, главный тренер.
- «Динамо» Вологда: 1985—1987, главный тренер.
- «Динамо» Вологда: 1989—1993, май 1994—1996, старший тренер ДЮСШ
- «Динамо» Вологда: январь — май 1994, главный тренер.